# 国际应用系统分析研究所
国际应用系统分析研究所（英语：International Institute for Applied Systems Analysis, 简称IIASA）是一家独立的国际研究机构，位于奥地利维也纳附近的拉克森堡，是冷战期间东西方科学合作倡议成立的。该研究所通过其研究项目和倡议，对过于庞大或复杂而无法由单一国家或学科解决的问题进行以政策为导向的跨学科研究。这些问题包括气候变化、能源安全、人口老龄化和可持续发展。IIASA 的研究成果及其研究人员的专业知识向全世界的政策制定者开放，帮助他们制定明智且基于证据的政策。

## 机构体系
目前有来自 50 个国家的近 500 名研究人员在该研究所工作。 IIASA 的国际和跨学科网络包括工作人员、校友、成员社区、合作者、外交伙伴和访问学者。
IIASA是一家非政治组织，由其成员国的科学机构共同赞助。其成员国包括奥地利、巴西、中国、埃及、芬兰、德国、印度、伊朗、以色列、日本、韩国、挪威、俄罗斯、斯洛伐克、瑞典、乌克兰、英国、美国和越南。 2022年，IIASA 通过撒哈拉以南非洲区域成员组织 (SSARMO)  扩大了其成员规模，作为参与 IIASA 研究和能力建设活动的地区方法的一部分。 SSARMO包括17个参与撒哈拉以南非洲地区科学赠款理事会倡议（SGCI）的非洲国家。研究所的资金还包括来自政府、国际组织、学术界、企业和个人的合同、赠款和捐款。
IIASA 现任研究所总干事是汉斯·约翰·尚胡贝尔（Hans Joachim "John" Schellnhuber。沃尔夫冈-卢茨（Wolfgang Lutz）担任该研究所的临时科学副总干事。历任总干事包括哈佛商学院和哈佛大学肯尼迪学院教授霍华德·雷法（Howard Raiffa）、施乐前战略副总裁罗杰·莱维恩（Roger Levien）、意大利伊斯普拉的欧盟委员会联合研究中心环境与可持续发展研究所前所长Leen Hordijk，以及南加州大学教授 Detlof von Winterfeldt。 

## 历史
1972年10月4日，苏联、美国以及东西方十个国家的代表在伦敦皇家学会签署宪章，成立“国际应用系统分析研究所”。这是美国总统林登·约翰逊和苏联总理阿列克谢·柯西金六年共同努力的成果。IIASA 是一个通过科学合作搭建跨越冷战鸿沟的桥梁并真正在国际范围内解决日益严重的全球性问题的项目的开端。
IIASA 建立了国际多学科团队来应对无数长期存在和新兴的全球挑战。例如，由 IIASA 化学家、生物学家和经济学家组成的团队在 20世纪 80年代进行的一项水污染研究至今仍是日本、美国和前苏联现代水政策设计的基础。 
IIASA 为实现共同目标而努力将不同国籍、不同学科的人聚集在一起的方法现已被广泛效仿，例如政府间气候变化专门委员会和国际地圈-生物圈计划。
该研究所并没有在 20世纪 90年代冷战结束后关闭，而是将其职责范围从架起东西方桥梁扩大到关注全球问题。如今，IIASA 汇集了广泛的科学技能，为有关全球变化的国际和国家辩论中的关键政策问题提供基于科学的见解。 

## 研究领域
IIASA 的使命是通过应用系统分析寻找全球问题的解决方案，为政策制定者提供科学指导，从而改善人类福祉并保护环境。研究所站在促进科学外交的最前沿，推动关于科学如何帮助建立国家间信任和支持外交政策的辩论。
由研究所起草的《维也纳科学外交声明》倡导全球重新致力于国际科学合作，帮助各国建立更牢固的关系，造福全人类。该文件已得到学术界和决策界近两百名知名人士的支持，包括第八任联合国秘书长兼潘基文全球公民中心联合主席潘基文，以及芬兰共和国第十一任总统兼联合国秘书长高级别调解咨询委员会成员塔里娅·哈洛宁。
2021年，IIASA 启动了一项新战略，开发和应用系统科学来支持可持续发展的转变。凭借近五十年的系统科学经验，IIASA 2021-2030年战略将该研究所定位为针对当前、新兴和新颖的全球可持续发展挑战、威胁以及机遇提供综合系统解决方案和政策见解的主要目的地。该战略结合了三个综合支柱——研究、增强影响力和实施——来实现这一愿景。
为了支持 IIASA 战略，该研究所还实施了重新设计的研究结构，以加强整个研究所科学工作的整合，从而加强 IIASA 在全球系统体系中的导航作用。新的结构分为两层，由六个研究项目组成，这些项目又分为研究小组，并可根据优先事项的变化选择激活或撤销小组：推进系统分析、生物多样性和自然资源、经济前沿、能源、气候和环境、人口与公正社会以及战略倡议。 